# خانه مناف زاده
خانه مناف زاده مربوط به دوره پهلوی اول است و در اردبیل، میدان سرچشمه، کوچه رحمانی واقع شده و این اثر در تاریخ ۱۲ بهمن ۱۳۸۱ با شمارهٔ ثبت ۷۴۰۱ به‌عنوان یکی از آثار ملی ایران به ثبت رسیده است. این خانه با عمری نزدیک به ۱۰۰ سال و با مساحتی بیش از هزار متر مربع، توسط معمار حاج محمدعلی معماری و به سفارش حسین قلی صادقی، در بخش مرکزی اردبیل ساخته شد و یکی از معروف‌ترین بناها از لحاظ معماری و نوع ساخت در آن زمان به ‌شمار می‌رفت. این عمارت کوشک‌مانند، دارای پلانی مستطیل شکل است که تزیینات به‌کار رفته در آن شامل هره‌چینی آجری، دوال‌بندی و طرح و نقش‌های هندسی نما می‌شود. 